# Alpha-oxydation
L'alpha-oxydation (α-oxydation) est une voie métabolique de dégradation des acides gras par raccourcissement de la chaîne carbonée d'un atome de carbone du côté carboxyle –COOH, contrairement à la β-oxydation qui consiste à la raccourcir de deux atomes de carbone côté carboxyle. Chez l'homme, l'α-oxydation intervient dans les peroxysomes pour convertir l'acide phytanique en acide pristanique, qui est ensuite dégradé par β-oxydation comme tous les autres acides gras.
On pense que l'α-oxydation se déroule entièrement dans les peroxysomes. Les réactions sont les suivantes :
| Réaction | Enzyme                                     | Description |
| -------- | ------------------------------------------ | --- |
|          | Phytanate-CoA ligase (EC 6.2.1.24)         | L'acide phytanique est tout d'abord lié à la coenzyme A pour former la phytanoyl-CoA : ATP + phytanate + CoA {\displaystyle \rightleftharpoons } AMP + PPi + phytanoyl-CoA. |
|          | Phytanoyl-CoA dioxygénase (EC 1.14.11.18)  | La phytanoyl-CoA est oxydée par la phytanoyl-CoA dioxygénase en présence de fer Fe2+ et d'oxygène O2 pour donner de la 2-hydroxyphytanoyl-CoA : Phytanoyl-CoA + α-cétoglutarate + O2 {\displaystyle \rightleftharpoons } 2-hydroxyphytanoyl-CoA + succinate + CO2. La vitamine C (L-ascorbate) intervient comme cofacteur dans cette réaction.                                                                     |
|          | 2-hydroxyphytanoyl-CoA lyase (EC 4.1.2.n2) | La 2-hydroxyphytanoyl-CoA est clivée par la 2-hydroxyphytanoyl-CoA lyase en présence de TPP et de Mg2+ pour former du pristanal et de la formyl-CoA, qui libère du formiate, oxydé par la suite en CO2 : 2-hydroxyphytanoyl-CoA {\displaystyle \rightleftharpoons } formyl-CoA + pristanal. |
|          | Aldéhyde déshydrogénase (EC 1.2.1.3)       | Le pristanal est oxydé par une aldéhyde déshydrogénase pour donner de l'acide pristanique : Pristanal + NAD+ + H2O {\displaystyle \rightleftharpoons } pristanate + NADH + H+. |
|          | Acyl-coenzyme A synthétase (EC 6.2.1.3)    | Afin de pouvoir quitter le peroxysome, l'acide pristanique doit être activé en formant une liaison thioester avec une coenzyme A, l'énergie requise provenant de l'hydrolyse concomitante d'une molécule d'ATP en AMP et pyrophosphate inorganique, l'hydrolyse de ce dernier déplaçant l'équilibre vers la forme activée : ATP + pristanate + CoA {\displaystyle \rightleftharpoons } AMP + PPi + pristanoyl-CoA. |

La pristanoyl-CoA formée dans un peroxysome peut alors rejoindre une mitochondrie pour y être dégradée par β-oxydation, chaque molécule de pristanoyl-CoA libérant ainsi trois molécules de propionyl-CoA, trois molécules d'acétyl-CoA et une molécule d'isobutyryl-CoA.
L'activité insuffisante de l'α-oxydation conduit chez l'homme à la maladie de Refsum.